# Sono Masazō
Sono Masazō (jap. 園 正造; * 1. Januar 1886 in Kyōto; † 24. November 1969 in Okazaki) war ein japanischer Mathematiker und Begründer der mathematischen Schule an der Universität Kyoto.
Sono war ein Schüler von Kawai Jittaro an der Universität Kyōto und ging nach seinem Abschluss 1910 ab 1919 nach Europa, wo er am Collège de France Vorlesungen hörte. 1920 kehrte er zurück und wurde 1921 Professor in Kyoto. Auf Anregung von Kawai spezialisierte er sich auf Algebra und war einer derjenigen, die die moderne abstrakte Algebra in Japan einführten.
Einer seiner Schüler, Akizuki Yasuo (1902–1984), setzte die algebraische Tradition in Kyoto fort und wurde dort 1948 Professor (er war auch ein enger Freund von Oka Kiyoshi). Die Algebra-Schule in Kyoto wandte sich später der algebraischen Geometrie zu und aus ihr gingen die Fields-Medaillen-Gewinner Hironaka Heisuke und Mori Shigefumi hervor.
Er verfasste 1965 eine zweibändige Abhandlung über die Zeitrechnung der Chronik Nihon Shoki. 1968 wurde Sono als Person mit besonderen kulturellen Verdiensten ausgezeichnet.